# Bunheiro
Bunheiro est une paroisse civile portugaise (en portugais : freguesia) de la municipalité de Murtosa dans le district d'Aveiro.

## Géographie
Bunheiro est bordée à l'ouest par la Ria d'Aveiro.

## Démographie
Lors du recensement de 2021, Bunheiro compte 2 497 habitants.